# Аконитаза
Аконитаза, также аконитатгидратаза  — фермент (КФ 4.2.1.3), из семейства гидратазы (класс лиазы), который катализирует стереоспецифическую реакцию изомеризации цитрата в изоцитрат, посредством образования цис-аконитата в цикле Кребса, без окислительно-восстановительного механизма. 
Аконитаза встречается у всех эукариот и бактерий в цитозоле. Многоклеточные организмы имеют дополнительную митохондриальную форму (так называемая аконитаза-2).
У человека аконитаза-1 кодируется геном ACO1, который локализован на коротком плече (p-плече) 9-й хромосомы. Ген аконитазы-2 — ACO2, локализуется на длинном плече (q-плече) 22-й хромосомы.

## Структура
Аконитаза состоит из четырёх доменов, три из которых тесно связаны друг с другом. Четвёртый домен, с тремя другими, образует карман, в котором происходит катализ. Каталитическая активность фермента зависит от специфической конформации, за которую отвечают железосерный кластер [4Fe-4S] и несколько аминокислотных остатков, которые позволяют протекать стереоспецифической реакции переноса молекулы воды с ахирального цитрата исключительно на изоцитрат. 
Митохондриальная аконитаза, содержит остатки цистеина в позициях -385, -458 и -451, а также  железосерный кластер [4Fe-4S], который имеет решающее значение для её каталитической активности. В неактивном состоянии в кластере отсутствует четвёртый атом железа, который слабо связан и первоначально имеет координационное число 4 (тетраэдрическая структура): три атома серы и один ион гидроксида (воды) в качестве связующего партнёра (см. Рисунок). В каталитической фазе координационное число атома железа увеличивается до 6 (октаэдрическая структура), а затем присоединяется дополнительный изоцитрат и другая молекула воды.

## Выполняемые функции
В отличие от большинства железосернистых белков, которые функционируют в качестве электронных носителей, железосерный кластер аконитазы непосредственно взаимодействует с субстратом фермента. Аконитаза имеет активный кластер [Fe4S4]2+, который может превращаться в неактивную форму [Fe3S4]+. Было показано, что три остатка цистеина (Cys) являются лигандами центра [Fe4S4]. В активном состоянии лабильный ион железа кластера [Fe4S4] координируется не Cys, а молекулами воды.
Железосерный кластер очень чувствителен к воздействию супероксид анион-радикала (O2•-) и легко окисляется им.

## Механизм катализа
Аконитаза использует механизм гидратации-дегидратации. Каталитическими остатками являются His-101 и Ser-642. Остаток His-101 протонирует гидроксильную группу на C3 атоме цитрата, этот процесс позволяет покинуть молекулу воды, и Ser-642 одновременно атакуют протон на C2, образуя двойную связь между C2 и C3, что приводит к образованию цис-аконитатного интермедиата. В этот момент образовавшийся интермедиат поворачивается на 180°, происходит так называемый «флип-переход». 
Как именно происходит процесс флип-перехода спорно. Одна из теорий заключается в том, что на лимитирующей стадии механизма цис-аконитат высвобождается из фермента, а затем повторно присоединяется в форме изоцитрата для завершения реакции. Эта лимитирующая стадия обеспечивает образование в конечном продукте нужного стереоизомера, а именно (2R,3S). Другая гипотеза заключается в том, что цис-аконитат остаётся связанным с ферментом, когда происходит флип-переход молекулы цитрата в форму изоцитрата.
В любом случае переворачивание цис-аконитата на 180° позволяет проводить стадии дегидратации и гидратации на противоположных сторонах интермедиата. Аконитаза катализирует транс-элиминирование/гидратацию, а флип-переход гарантирует правильное стереохимическое строение интермедиата. Чтобы завершить реакцию, остатки серина и гистидина изменяют свои изначальные каталитические функции: гистидин, являясь основанием, отщепляет протон из воды, тем самым он становится нуклеофилом для атаки на С2-атом, а протонированный серин депротонируется двойным цис-аконитом, завершая реакцию гидратации образованием молекулы изоцитрата.

## Ингибирование катализа
Молекулы фторуксусной кислоты или фторацетата встраиваются в цикл Кребса, метаболизируются до фторцитрата, который оказывает сильное ингибирующее воздействие на аконитазу, тем самым происходит блокирование цикла Кребса.